# Aristida curtissii
Aristida curtissii är en gräsart som först beskrevs av Samuel Frederick Gray, och fick sitt nu gällande namn av George Valentine Nash. Aristida curtissii ingår i släktet Aristida och familjen gräs. Inga underarter finns listade i Catalogue of Life.